# كتائب روح الله عيسى بن مريم
كتائب روح الله عيسى بن مريم أو لواء روح الله عيسى بن مريم هي ميليشيا مكونة من مسيحيين عراقيين دربتهم وزودتهم ميليشيا شيعية عراقية مجموعةً فرعيةً للكفاح ضد تنظيم الدولة الإسلامية.

## التشكيل والأنشطة
شُكِّلت كتائب روح الله في ديسمبر 2014 مجموعةً فرعيةً مسيحيةً من كتائب الإمام علي (لواء الإمام علي)، نفسه الجناح المسلح لحركة العراق الإسلامية.
دخلت كتائب الإمام علي الحرب ضد تنظيم داعش في يونيو 2014 برفقة أفراد يرتدون الزي الرسمي. لقد نشطت بشكل كبير في آمرلي، وطوز، وديالى إلى جانب الميليشيات الشيعية العراقية الأخرى، وجميعهم مدعومون من قبل الحرس الثوري الإيراني. في محافظة صلاح الدين، قام مقاتلون من المجموعة بعرض مقاطع فيديو مع الرؤوس المقطوعة لأعدائهم المقتولين. في أواخر ديسمبر 2014، قامت المجموعة بتدريب المسيحيين على مجموعة فرعية تسمى كتائب جناح روح.

## حادثة إحراق القرآن
في 2023 قام قيادي بارز في الكتائب يدعى سلوان موميكا بإحراق نسخة من القرآن الكريم في السويد مما أثار جدلًا عالميًا واسعًا.